# Yacine Ben Abdeslem
 (juin 2025).
Pas d'image ? Cliquez ici

a Compétitions nationales et continentales officielles uniquement.

b Matchs officiels uniquement.
Dernière mise à jour le 25 juillet 2025.
Yacine Ben Abdeslem, né le 19 novembre 2003, est un joueur international français de rugby à XIII évoluant au poste de talonneur dans les années 2020.
Il s'engage pour Saint-Estève XIII catalan en 2022, fait ses débuts en Super League avec les Dragons catalans puis remporte une Coupe de France en 2025.

## Biographie
Yacine Ben Abdeslem joue jusqu'en catégorie des moins de 17 ans au XIII catalan avant de rejoindre le Saint-Estève XIII catalan en 2020.
Après avoir participé à un stage en vue d'intégrer la sélection nationale des moins de 19 ans, il est sélectionné en 2022 pour le Championnat d'Europe de la catégorie,.
En 2023, il participe à la tournée de l'équipe de France au Kenya. Il décroche alors deux capes,,. Il fait alors partie de la première sélection européenne à jouer en matchs officiels l'équipe kényane.
Durant la saison 2024-2025, il participe à la demi-finale contre le Toulouse olympique XIII et à la finale remportée contre l'Albi Rugby League XIII de la Coupe de France,. 
En 2025, il obtient le numéro 27 chez les Dragons catalans. La même année, il est sélectionné dans un groupe élargi pour les qualifications pour la Coupe du monde 2026 contre l'Ukraine.
En juin 2025, il rejoint les Western Clydesdales (en) en Queensland Cup, l’antichambre de la NRL. Il joue son premier match contre les Sunshine Coast Falcons (en) qui s'imposent 48 à 16.

## Statistiques

### En club
| Saison | Saison                    | Championnat  | Championnat | Championnat | Championnat | Championnat | Championnat | Championnat | Coupe           | Coupe              | Coupe | Coupe | Coupe | Coupe | Coupe |
| Saison | Saison                    | Comp.        | Class.      | M           | Pts         | Ess.        | Buts        | Dp.         | Comp.           | Class.             | M     | Pts   | Ess.  | Buts  | Dp.   |
| ------ | ------------------------- | ------------ | ----------- | ----------- | ----------- | ----------- | ----------- | ----------- | --------------- | ------------------ | ----- | ----- | ----- | ----- | ----- |
| 2023   | Saint-Estève XIII catalan | Élite 1      | 8e          | 14          | 4           | 1           | -           | -           | Coupe de France | Huitième de finale | -     | -     | -     | -     | -     |
| 2024   | Saint-Estève XIII catalan | Élite 1      | 6e          | 10          | 4           | 6           | -           | -           | Coupe de France | 1/2 finale         | -     | -     | -     | -     | -     |
| 2024   | Dragons catalans          | Super League | 7e          | 1           | -           | -           | -           | -           | Challenge Cup   | Quart de finale    | -     | -     | -     | -     | -     |
| 2025   | Saint-Estève XIII catalan | Élite 1      | 3e          | 16          | 4           | 1           | -           | -           | Coupe de France | Champion           | -     | -     | -     | -     | -     |
| 2025   | Dragons catalans          | Super League |             | -           | -           | -           | -           | -           | Challenge Cup   | 1/2 finale         | 0     | -     | -     | -     | -     |

### En sélection nationale
Yacine Ben Abdeslem compte 2 capes en équipe de France.
| Matchs internationaux de Yacine Ben Abdeslem | Matchs internationaux de Yacine Ben Abdeslem | Matchs internationaux de Yacine Ben Abdeslem | Matchs internationaux de Yacine Ben Abdeslem | Matchs internationaux de Yacine Ben Abdeslem | Matchs internationaux de Yacine Ben Abdeslem | Matchs internationaux de Yacine Ben Abdeslem | Matchs internationaux de Yacine Ben Abdeslem | Matchs internationaux de Yacine Ben Abdeslem | Matchs internationaux de Yacine Ben Abdeslem | Matchs internationaux de Yacine Ben Abdeslem | Matchs internationaux de Yacine Ben Abdeslem |
|                                              | Date                                         | Adversaire                                   | Résultat                                     | Compétition                                  | Poste                                        | Points                                       | Essais                                       | Pen.                                         | Drops                                        |                                              |                                              |
| -------------------------------------------- | -------------------------------------------- | -------------------------------------------- | -------------------------------------------- | -------------------------------------------- | -------------------------------------------- | -------------------------------------------- | -------------------------------------------- | -------------------------------------------- | -------------------------------------------- | -------------------------------------------- | -------------------------------------------- |
| sous les couleurs de la France               |                                              |                                              |                                              |                                              |                                              |                                              |                                              |                                              |                                              |                                              |                                              |
| 1.                                           | 2 décembre 2023                              | Kenya                                        | 78-6                                         | Tournée                                      | Talonneur                                    | 0                                            | 0                                            | 0                                            | 0                                            |                                              |                                              |
| 2.                                           | 5 décembre 2023                              | Kenya                                        | 108-4                                        | Tournée                                      | Talonneur                                    | 4                                            | 1                                            | 0                                            | 0                                            |                                              |                                              |

## Palmarès

### En club
- Vainqueur de la Coupe de France en 2025 (Saint-Estève XIII catalan).

### En équipe nationale
- Finaliste du Championnat d'Europe des moins de 19 ans en 2022[15] avec l'équipe de France des moins de 19 ans.